# Richard Michaelis (Mediziner)
Richard Michaelis (* 30. Mai 1931 in Schwäbisch Hall; † 17. Januar 2017 in Tübingen) war ein deutscher Arzt für Kinderheilkunde mit Schwerpunkt Entwicklungsneurologie und Neuropädiatrie.

## Leben und Wirken
Richard Michaelis wurde am 30. Mai 1931 in Schwäbisch Hall als Sohn einer Arztfamilie geboren. Nach einer Ausbildung zum Landschaftsgärtner studierte er Medizin an den Universitäten Freiburg, Tübingen und München und promovierte dort im Jahre 1958. Anschließend war er an der Universitäts-Kinderklinik der Universität Göttingen als Facharzt für Kinderheilkunde tätig und habilitierte sich hier 1968. Von 1969 bis 1970 war er in den USA als Kinderarzt tätig (University of California in Los Angeles / Division of Pediatrics). Seit 1971 war Michaelis an der Universitäts-Kinderklinik in Tübingen tätig und baute hier eine Abteilung für Entwicklungsneurologie auf, die er bis zu seinem Ruhestand 1997 als Ärztlicher Direktor leitete. Seit 1985 hatte er einen neu geschaffenen Lehrstuhl für Entwicklungsneurologie, Sozialpädiatrie und Neuropädiatrie inne.
Michaelis starb am 17. Januar 2017 in Tübingen; sein Grab befindet sich auf dem Stadtfriedhof Tübingen. Er beschäftigte sich zeit seines Lebens mit frühkindlicher Entwicklung und kindlichen Entwicklungsstörungen (insbesondere Lernstörungen) und gilt als Pionier in seinem Fachgebiet. Seine Nachfolgerin wurde Ingeborg Krägeloh-Mann (* 1953).
Sein Bruder ist der Schriftsteller und Feuilletonist Rolf Michaelis (1933–2013).

## Schriften (Auswahl)
- Acceleration und Haltungsfehler, Dissertation München 1958.
- Untersuchungen zur Neurophysiologie hypotropher Neugeborener, Habilitationsschrift Göttingen 1968.
- Entwicklungsneurologie (zusammen mit Monika Buchwald-Saal u. a.), Kohlhammer, Stuttgart 1984, ISBN 3-17-008537-9 (5. Auflage u.d.T.: Richard Michaelis/Gerhard Niemann: Entwicklungsneurologie und Neuropädiatrie. Grundlagen, diagnostische Strategien, Entwicklungstherapien und Entwicklungsförderungen, Georg Thieme Verlag, Stuttgart 2017, ISBN 978-3-13-118535-8).
- (Mitautor): Normale und gestörte Entwicklung. Kritische Aspekte zu Diagnostik und Therapie. Springer, Berlin 1989, ISBN 3-540-51337-X.
- Mein Kind ist doch nicht dumm. Entwicklungs- und Lernstörungen (zusammen mit Gislind Binder), Ravensburger Buchverlag, Ravensburg 1997, ISBN 3-473-42707-1.
- Therapeutische Zielsetzungen mit Hilfe bildgebender und entwicklungsneurologischer Untersuchungen? In: Kinderärztliche Praxis, Bd. 68 (1997), S. 148–157.
- Kinderärztliche Beurteilung der Schulfähigkeit. In: Kinderärztliche Praxis, Bd. 71 (2000), S. 216–220.
- Lernstörungen: früh erkennen, gezielt angehen, erfolgreich ausgleichen (zusammen mit Gislind Binder), Urania-Verlag, Berlin 2002, ISBN 3-332-01309-2.
- Mehrere Beiträge in: Hans G. Schlack (Hrsg.): Entwicklungspädiatrie. Wichtiges kinderärztliches Wissen über die ersten 6 Lebensjahre, Marseille, München 2004, ISBN 3-88616-113-7.
- (mit Renate Berger und Karlheinz Barth): 7-Punkte-Suchtest zur Erfassung früher Lernstörungen. In: Kinderärztliche Praxis, Bd. 79 (2008), S. 231ff.
- Entwicklung, Entwicklungsstörungen und Risikofaktoren im Säuglings- und Vorschulalter. In: Christian Speer (Hrsg.): Pädiatrie. 4. Aufl. Springer, Berlin 2013, S. 11–21, ISBN 978-3-642-34269-1 (5. Aufl. 2019).
- Entwicklungsbeurteilungen mit Grenzsteinen. In: Ulrich Fegeler u. a. (Hrsg.): Praxishandbuch der pädiatrischen Grundversorgung. Elsevier, München 2017, S. 55–64, ISBN 978-3-437-21281-9.
- Die ersten fünf Jahre im Leben eines Kindes, Knaur, München 2006, ISBN 3-426-64260-3 (5. Auflage u.d.T.: Die ersten fünf Jahre. Vom Baby zum Vorschulkind Wie sich Ihr Kind entwickelt, TRIAS, Stuttgart 2018, ISBN 978-3-432-10487-4).